# 2396 Коті
2396 Ко́ті (2396 Kochi) — астероїд головного поясу, відкритий 9 лютого 1981 року.
Тіссеранів параметр щодо Юпітера — 3,288.